# 도로교통법
도로교통법(道路交通法)은 도로교통에 관련된 내용을 규정한 법으로, 도로의 사용, 도로 사용자의 권리와 의무, 자동차 운전면허 제도에 관한 내용을 규정하고 있다. 일반적으로 권한 설정 및 집행 절차, 도로 규칙 설명 및 기타 안전 조항과 관련된 조항을 포함하는 법률이다. 운전 면허증, 차량 소유 및 등록, 보험, 차량 안전 검사 및 주차 위반에 대한 행정 규정도 포함될 수 있지만 항상 운전 안전과 직접적으로 관련되는 것은 아니다. 도로교통법 위반(예: "주행 위반")은 유효한 티켓을 받은 경우 벌금을 부과하는 방식으로 처리되는 경우가 많다. 음주 운전이나 차량 살인과 같은 기타 위반은 형사 법원을 통해 처리되지만 동일한 위반으로 인해 민사 및 행정 소송이 발생할 수도 있다(손해 배상 및 운전 특권 상실 포함). 일부 관할권에는 불법 주차 및 기타 비이동 위반(예: 소음 및 기타 배출, 불법 장비)을 처리하는 별도의 법 집행 기관이 정부에 있다. 다른 곳에서는 주 또는 연방 운전 규정 위반을 순찰하는 여러 경찰 기관이 중복될 수 있다.

## 국가별 도로교통법

### 아시아
- 대한민국 도로교통법: 1962년 시행된 교통법
- 일본 도로교통법: 1960년 제정된 교통법
- 중화민국 도로교통관리처벌조례
- 중화인민공화국 도로교통안전법(영어판)(zh:中华人民共和国道路交通安全法) 도로교통법(澳門)

### 유럽
- 독일 도로교통법(독일어판)
- 이탈리아 도로교통법

## 같이 보기
- 교통량
- 차량 번호판
- 도로표지 및 신호에 관한 빈 협약